# La Villeneuve-lès-Charleville
La Villeneuve-lès-Charleville is een gemeente in het Franse departement Marne (regio Grand Est) en telt 118 inwoners (2009). De plaats maakt deel uit van het arrondissement Épernay.

## Geografie
De oppervlakte van La Villeneuve-lès-Charleville bedraagt 11,6 km², de bevolkingsdichtheid is dus 10,2 inwoners per km².
De onderstaande kaart toont de ligging van La Villeneuve-lès-Charleville met de belangrijkste infrastructuur en aangrenzende gemeenten.

## Demografie
Onderstaande figuur toont het verloop van het inwonertal (bron: INSEE-tellingen).

1. ↑  Populations de référence 2022.